# Хоробрий заєць (мультфільм, 1937)
«Хоробрий заєць» — радянський чорно-білий мультфільм за мотивами негритянської казки «Про кролика Освальда». Знятий режисером Олександром Євмененком спільно з Василем Олексієвим та Олександрою Сніжко-Блоцькою (її режисерський дебют). Фільм не зберігся.

## Творці
| режисери     | Олександр Євмененко, Олександра Сніжко-Блоцька, Василь Алексєєв |
| сценарист    | М. Кулагін                                                      |
| оператор     | До. Крилова                                                     |
| композитор   | Юрій Микільський                                                |
| звукорежисер | З. Ренський                                                     |

## Про мультфільм
Як відомо, важке становище із збереженням довоєнного радянського фільмофонду торкається й анімації. Чимало анімаційних фільмів, знятих до 1936 року, розглядаються зараз у дослідженнях і згадуються у фільмографіях як незбережені. Після створення кіностудії «Союзмультфільм», у період з 1936 по 1945 рр., становище покращало, але деякі фільми, випущені кіностудією в цей час, до нас не дійшли: «Привіт героям!» Б. Дежкіна, Г. Філіппова, Н. Воїнова — 1937; «Кого ми били» П. Сазонова та І. Іванова-Вано (за іншими даними — Д. Бабиченко) — 1937; «Журнал політсатири № 1» із сюжетами І. Іванова-Вано, А. Іванова, Л. Амальрика, В. Полковнікова, Д. Бабиченко — 1938; «Хоробрий заєць» А. Євмененко — 1937.— Георгій Бородін, Кінознавчі записки №52

## Технічні дані
- чорно-білий, звуковий